# Tabanus algeriensis
Tabanus algeriensis är en tvåvingeart som beskrevs av Peus 1980. Tabanus algeriensis ingår i släktet Tabanus och familjen bromsar.
Artens utbredningsområde är Algeriet. Inga underarter finns listade i Catalogue of Life.